# Mateo Benigno de Moraza
Mateo Benigno de Moraza y Ruiz de Garibay (Vitoria, 21 settembre 1817 – Vitoria, 17 gennaio 1878) è stato un politico e giurista spagnolo di origine basca, deputato alle Corti per la provincia di Álava, segretario del municipio di  Vitoria, governatore di Biscaglia e rettore dell'Università Libre.

## Biografia
Moraza imparò latino e scienze umane nel convento di Santo Domingo, e dopo studio legge in Valladolid. Nel 1840 è diventato dottore in legge. Moraza si è distinto come oratore ed ardente fautore dei "fueros" baschi. Nel centro storico di Vitoria si trovano la strada "Mateo Benigno de Moraza" ed una statua a lui dedicate.